# دیوید مورلو
دیوید مورلو (انگلیسی: Davide Morello؛ زادهٔ ۲۲ ژوئن ۱۹۷۸) بازیکن فوتبال اهل ایتالیا است.
از باشگاه‌هایی که در آن بازی کرده‌است می‌توان به باشگاه فوتبال تراپانی، باشگاه فوتبال تورینو، باشگاه فوتبال آنکونا، باشگاه فوتبال پیزا، و باشگاه فوتبال اتلتیکو آرتزو اشاره کرد.